# Arkadikos B.C.
Arkadikos B.C. (Griego: Αρκαδικός ΚΑΕ) es un equipo de baloncesto profesional griego, con sede en la ciudad de Trípoli, Arcadia, que disputa la competición de la D Ethniki, la quinta categoría del baloncesto heleno. Fue fundado en 1976. Disputa sus encuentros como local en el Tripoli Indoor Hall, con capacidad para 1.000 espectadores.

## Historia
La sección de baloncesto del club se funda en 1976, con la denominación  S.E.F.A. Arkadikos, haciendo referencia a la unidad periférica a la que pertenece su sede, la ciudad de Trípoli. compiten en categorías inferiores hasta que en 2008 ascienden a la Gamma Ethniki, la cuarta división del baloncesto nacional griego, y en tan solo dos años acceden a la A2 Ethniki, el segundo nivel.
Compiten en la segunda categoría hasta que en la temporada 2014-15 logran el ascenso junto con el EK Kavala, campeón de la categoría. Pero al año siguiente acabaron en la decimortercera posición de la A1 Ethniki, descendiendo nuevamente de categoría.

## Trayectoria
| Temporada | Categoría | División     | Pos. | Postemporada | Copa de Grecia | Europa | Europa | Europa |
| --------- | --------- | ------------ | ---- | ------------ | -------------- | ------ | ------ | ------ |
| 2008–09   | 3         | Beta Ethniki | 4    | Ascendido    | —              | —      | —      | —      |
| 2009–10   | 2         | A2 Ethniki   | 5    | —            | —              | —      | —      | —      |
| 2010–11   | 2         | A2 Ethniki   | 7    | —            | —              | —      | —      | —      |
| 2012–13   | 2         | A2 Ethniki   | 8    | —            | —              | —      | —      | —      |
| 2013–14   | 3         | A2 Ethniki   | 6    | —            | —              | —      | —      | —      |
| 2014–15   | 2         | A2 Ethniki   | 2    | Ascendido    | —              | —      | —      | —      |
| 2015–16   | 1         | A1 Ethniki   | 13   | Descendido   | —              | —      | —      | —      |
| 2016–17   | 2         | A2 Ethniki   | 11   | —            | —              | —      | —      | —      |
| 2017–18   | 2         | A2 Ethniki   | 14   | Descendido   | —              | —      | —      | —      |